# Enapália 2000
Enapália 2000 é o um álbum da banda portuguesa Ena Pá 2000. Editado pela El Tatú após recusas das editoras Polygram e da EMI. Em 1992 é editado de novo mas como uma transposição "revista e aumentada" do álbum anterior.

## Faixas
1. Hon-Hin-Hom
2. Ana Maria
3. Dá-me Um Tótó
4. Menage À Trois
5. Baum
6. Paris, What A City
7. Foz do Arelho
8. Bonita Troglodita
9. Ena Pá
10. Pra Dentro, Pra Fora
11. És Cruel
12. Menina Azul
13. Baltazar
14. Emigrante
15. Mulheres Boas
16. Sexo Na Banheira
17. Marilú